# Bernd Saxe

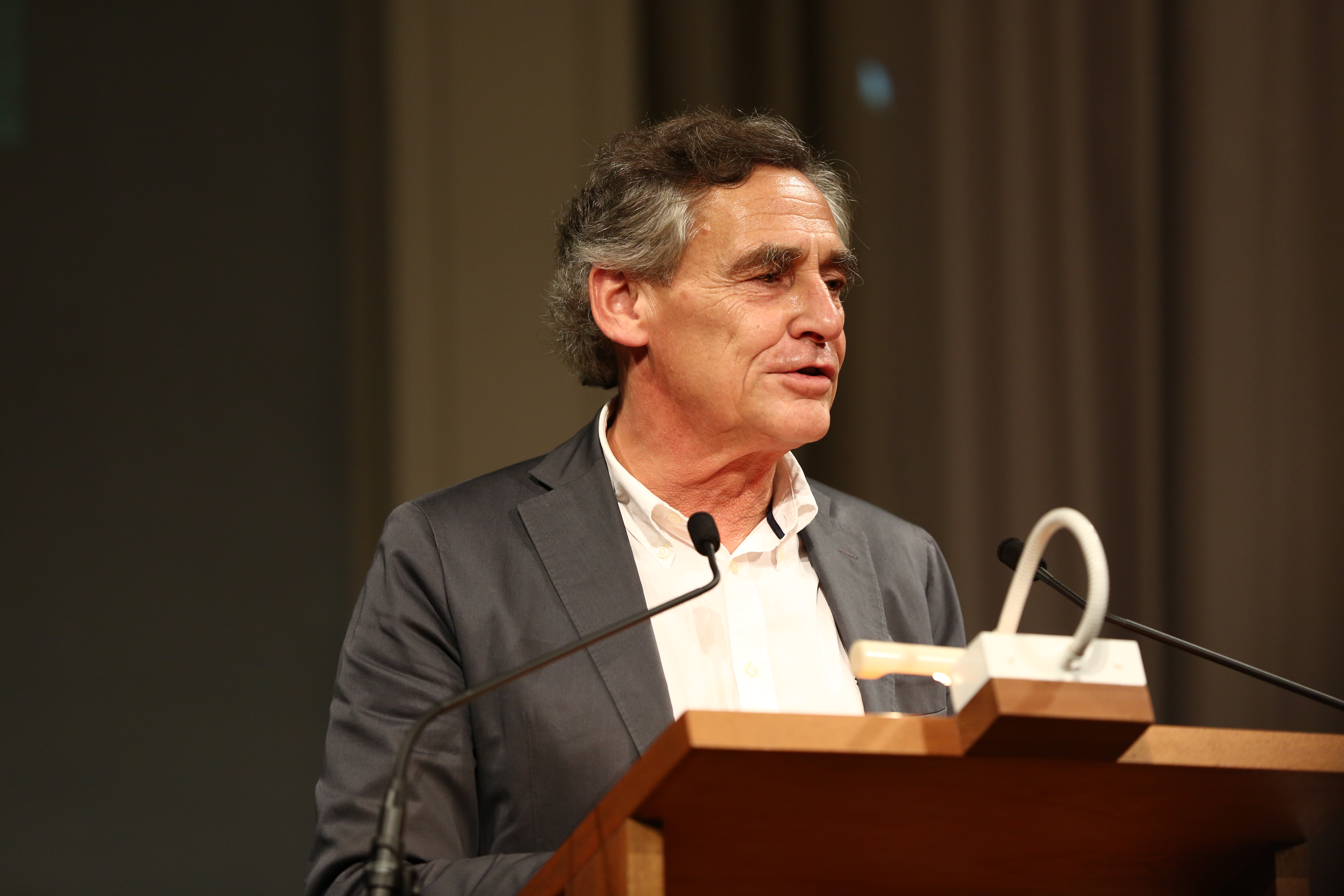
Bernd Saxe (2017)

Hans-Bernhard „Bernd“ Saxe (* 30. März 1954 in Ibbenbüren) ist ein deutscher Politiker (SPD). Von 1992 bis 2000 war er Abgeordneter des Landtags von Schleswig-Holstein und von 2000 bis 2018 der erste direkt gewählte Bürgermeister der Hansestadt Lübeck. Seit 2021 betätigt er sich als Verleger.

## Leben
Bernd Saxe wuchs in Mettingen im Tecklenburger Land auf.
Nach der Mittleren Reife erlernte er von 1972 bis 1975 bei Siemens in Dortmund den Beruf des Industriekaufmanns. 1972 trat Saxe in die IG Metall ein, später wurde er Ver.di-Mitglied und 1972 Mitglied der SPD. An der Hochschule für Wirtschaft und Politik absolvierte er von 1972 bis 1980 ein Studium der Sozialwissenschaften, das er als Diplom-Sozialwirt abschloss. Seit 1975 lebt er in Lübeck, wo er bei der Arbeiterwohlfahrt (AWO) bis 1976 seinen Zivildienst ableistete. Von 1980 bis 1984 war er Bundesvorsitzender des Jugendwerkes der AWO. 1983 wurde er Geschäftsführer der SPD Lübeck, von 1992 bis 2000 war er Mitglied des Schleswig-Holsteinischen Landtags. Er gehörte verschiedenen Landtagsausschüssen an, darunter der Begleitende Verfassungskommission, dem Innen- und Rechtsausschuss, dem Wirtschaftsausschuss und dem Europaausschuss. Im Pallas-Untersuchungsausschuss war er 1999/2000 stellvertretendes Mitglied.
Nach seinem Ausscheiden als Bürgermeister übernimmt er seit 2019 als „internationaler Lotse“ und Mitglied eines Expertenteams im
„Struktur- und ordnungspolitischen Beratungsfonds zur Reformgestaltung“, einem Programm der Deutschen Gesellschaft für Internationale Zusammenarbeit, Projekte, in denen Staaten bei der Reform ihrer Verwaltungen beraten werden.

## Bürgermeister
Im Jahr 2000 wurde er als Nachfolger von Michael Bouteiller (SPD) zum 228. Bürgermeister von Lübeck gewählt. Bei der Lübecker Bürgermeisterwahl vom 4. September 2005 verfehlte er mit 47,2 Prozent der Stimmen im ersten Wahlgang knapp die absolute Mehrheit. Sein Gegner in der Stichwahl am 18. September 2005 war der CDU-Kandidat Michael Koch. Saxe gewann die Stichwahl mit 62 Prozent.
Beim ersten Wahlgang der Bürgermeisterwahl am 6. November 2011 (amtliches Endergebnis in Klammern) traf Sozialdemokrat Bernd Saxe (42,1 %) auf fünf Herausforderer. Die Kandidatin der CDU war Alexandra Dinges-Dierig (28,0 %). Zudem stellten sich noch Thorsten Fürter von Bündnis 90/Die Grünen (19,4 %) sowie drei weitere Bewerber zur Wahl. Die Stichwahl am 20. November 2011 gewann Saxe mit 61,2 Prozent der abgegebenen Stimmen; auf Alexandra Dinges-Dierig entfielen 38,8 Prozent.
Bei der Bürgermeisterwahl 2017 verzichtete Saxe auf eine erneute Kandidatur. Sein Nachfolger Jan Lindenau (SPD) übernahm am 1. Mai 2018 das Amt des Bürgermeisters.

## Verleger
2021 gründete Saxe mit Uwe Lüders, einem ehemaligen Possehl-Vorstandsvorsitzenden, in Lübeck den Belletristikverlag Rote Katze. In den Verlagsräumen in der Kupferschmiedestraße veranstalten die Verleger auch Lesungen und Kunstausstellungen. Der Verlagsname ist eine Reminiszenz an den Lübecker Heinrich Mann, der dem damaligen Etablissement Rote Katze in der Straße Langer Lohberg in seinem Roman Professor Unrat als Nachtlokal Der Blaue Engel, mit Marlene Dietrich verfilmt als Der Blaue Engel, ein literarisches Denkmal setzte. Schwerpunkte des Verlagsprogramms sind literarisch aufbereitete zeitgenössische Geschichte und gut geschriebene Kriminalliteratur. Im ersten Jahr brachten Saxe und Lüders acht Werke heraus, von denen zwei in regionalen und überregionalen Feuilletons Beachtung fanden: Jesko Wilkes Rückwärts laufende Hunde oder warum ich Gudrun Ensslin zehntausend Mark schulde über eine Jugend in den 1970ern und der biografische Roman Unruhe von Christiane Giebic über Annette von Droste-Hülshoff. Außerdem kauften sie Rechte von Büchern aus Polen, Dänemark, Finnland und den Staaten des Baltikums. Den 2025 veröffentlichten Roman Entscheidung auf Hiddensee von Christof Kessler erkor der  NDR zum Buch des Monats Mai 2025 und stellte Kessler und sein Werk in der Sendung Kultur Journal vor. Der historische Roman handelt von dem jungen Arzt Gottfried Benn, der auf Hiddensee die Beziehung zu der älteren Schriftstellerin Else Lasker-Schüler reflektiert, vor der Entscheidung steht, neben Gedichten auch Prosa zu schreiben, und auf der Künstlerinsel Berühmtheiten begegnet.